# Calvin Russell (football américain)
Pour l’article homonyme, voir Calvin Russell.
(en) Statistiques sur pro-football-reference
(en) Statistiques sur statscrew
Calvin Leon Russell (né le 14 juin 1983 à Fairburn) est un joueur américain de football américain et d'arena football.

## Carrière

### Université
Il entre à l'université de Tuskegee où il joue pour l'équipe de football américain des Golden Tigers.

### Professionnel
Calvin Russell n'est sélectionné par aucune équipe lors du draft de la NFL de 2006. Il signe comme agent libre non drafté avec les Packers de Green Bay mais ne joue aucun match durant deux saisons, évoluant dans l'équipe d'entraînement des Packers.
Déçu de ne pas avoir eu sa chance, il se dirige vers l'Arena Football League en signant pour les Destroyers de Columbus mais il n'y reste qu'une saison avant de faire une saison sans équipe.
En 2010, il arrive chez les Tuskers de Floride, en United Football League. Après la saison 2010, il est rappelé par la NFL avec les Bengals de Cincinnati qui l'intègre à leur équipe lors de la pré-saison mais il ne convainc pas ses entraîneurs et remercié. Il retourne en UFL, avec les Destroyers de Virginie, nouveau nom des Tuskers de Floride, avec qui il remporte le championnat UFL 2011.

## Palmarès
- Championnat UFL 2011